# Monte Gurugú (Sevilla)

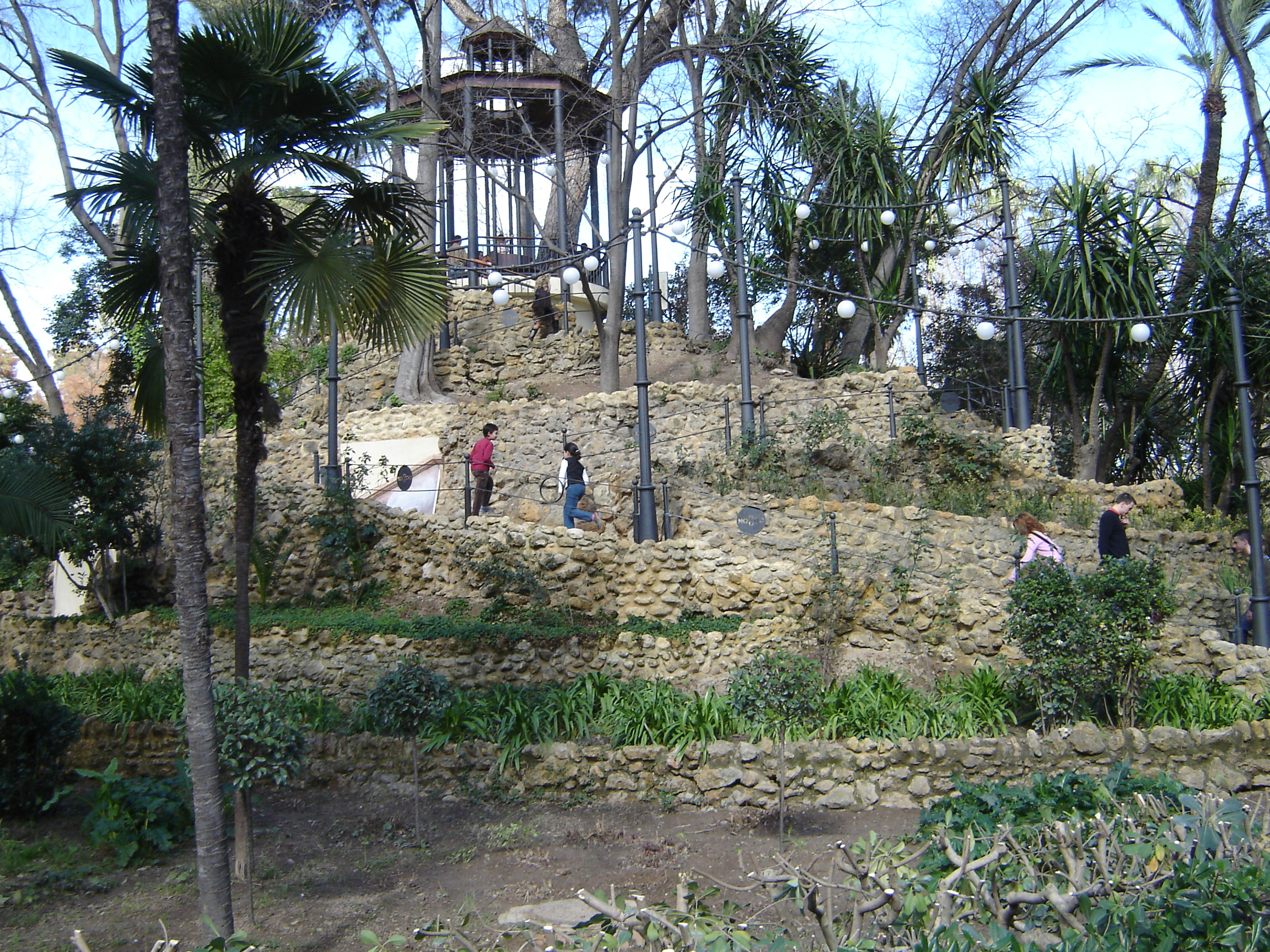
El monte, con el acceso de subida y bajada.

El monte Gurugú que se encuentra en el parque de María Luisa de Sevilla, Andalucía, España, es una obra decorativa realizada en el siglo XIX.

## Historia y descripción
El duque de Montpensier adquirió el palacio de San Telmo en 1849. Además de reformar el palacio, construyó unos jardines para el mismo. Estos fueron diseñados por el jardinero francés André Lecolant. El monte Gurugú forma parte de las edificaciones de estos jardines primigenios. Para la Exposición Iberoamericana de 1929 se diseñó un tren de pequeñas dimensiones que seguía una ruta en la que pasaba, a través de un túnel, bajo este monte.
Este lugar debe su nombre al monte cercano a la ciudad de Melilla.

## Vegetación
Su vegetación se compone de setos de pitosporos (Pittosporum tobira), ejemplares de pinos piñoneros (Pinus pinea), almeces de tronco liso (Celtis australis) y rusco (Ruscus aculeatus) o brusco adornando las terrazas.

## Galería de Imágenes

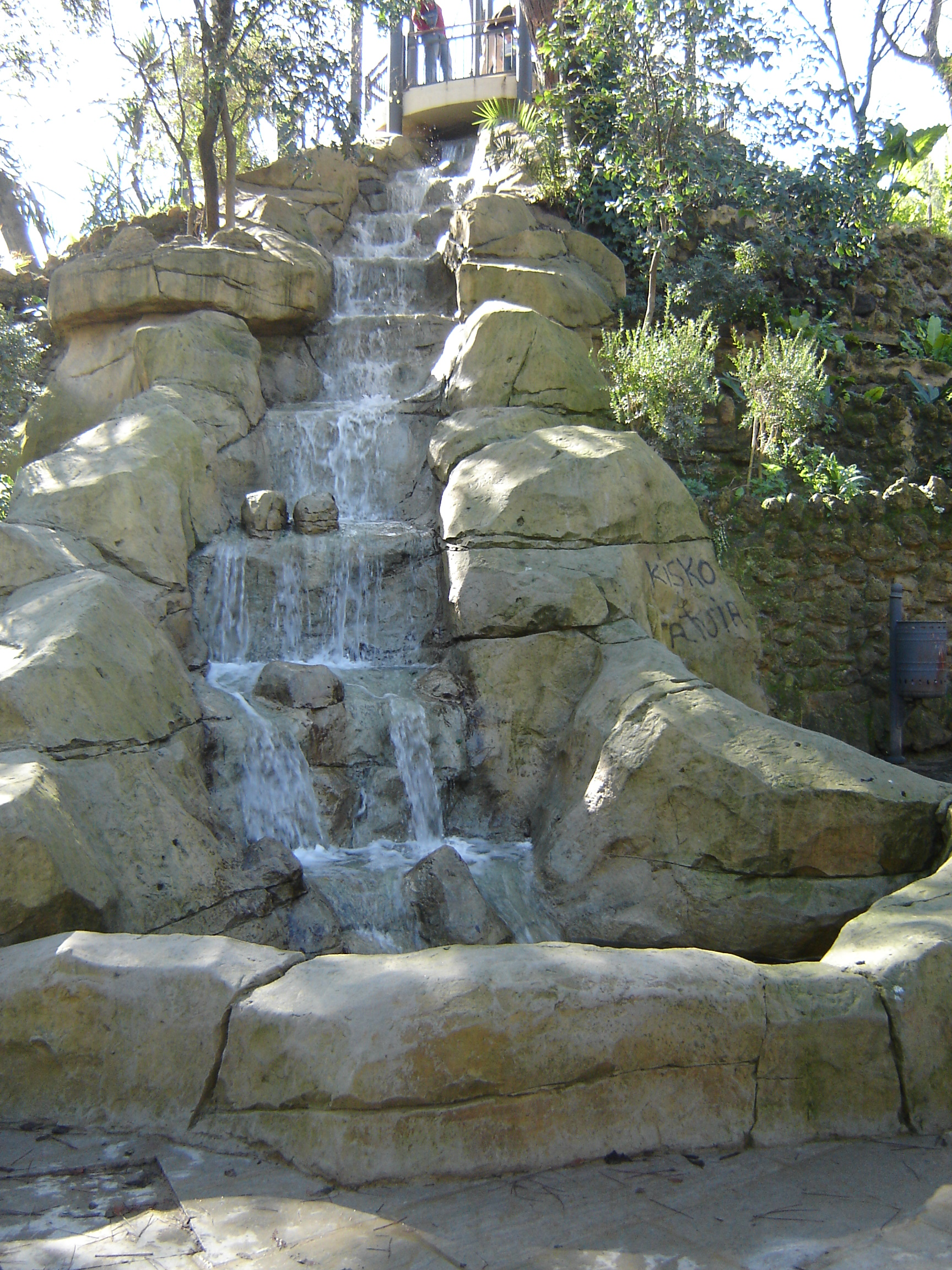
Cascada vista desde abajo
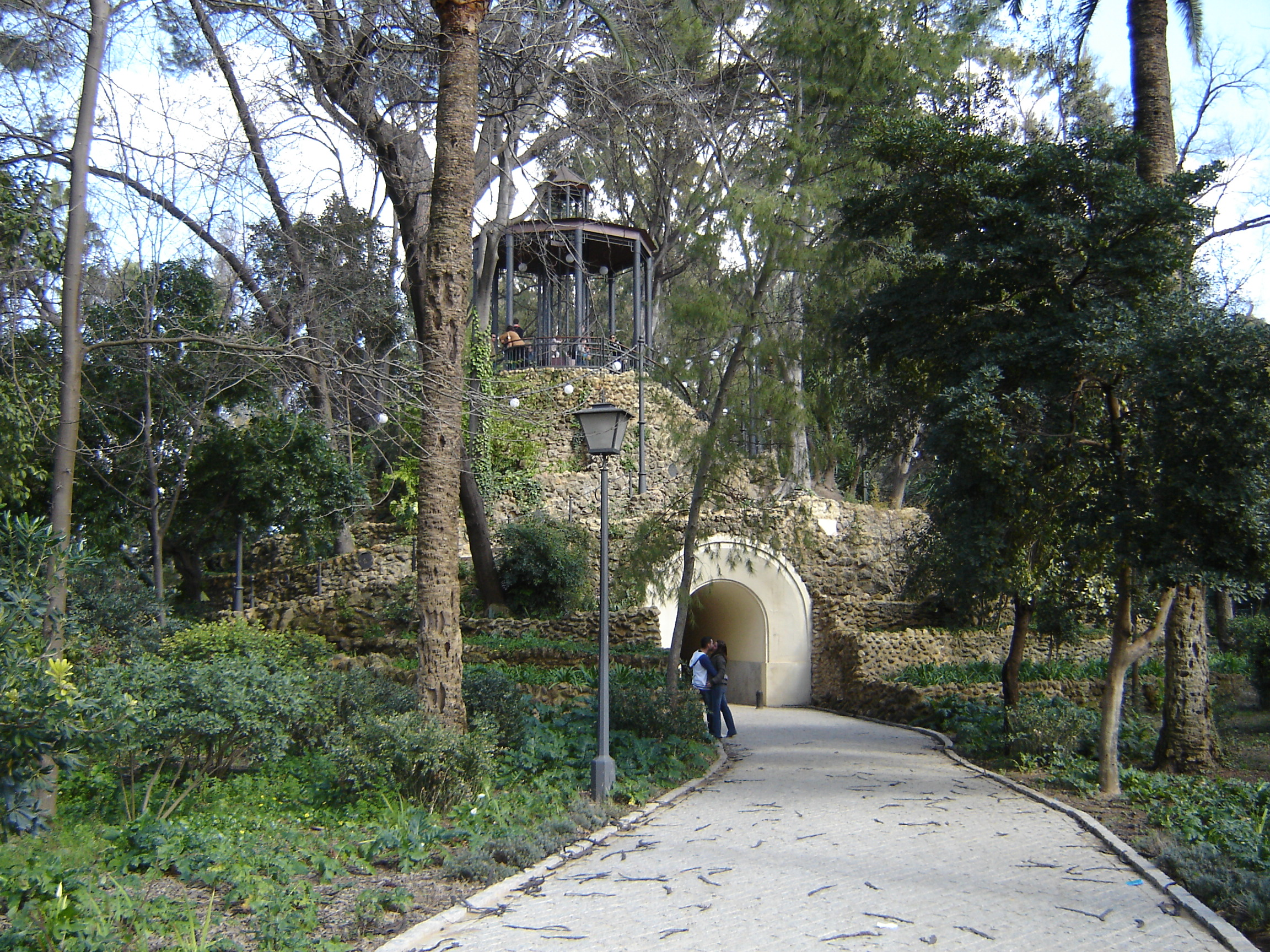
Vista general con túnel
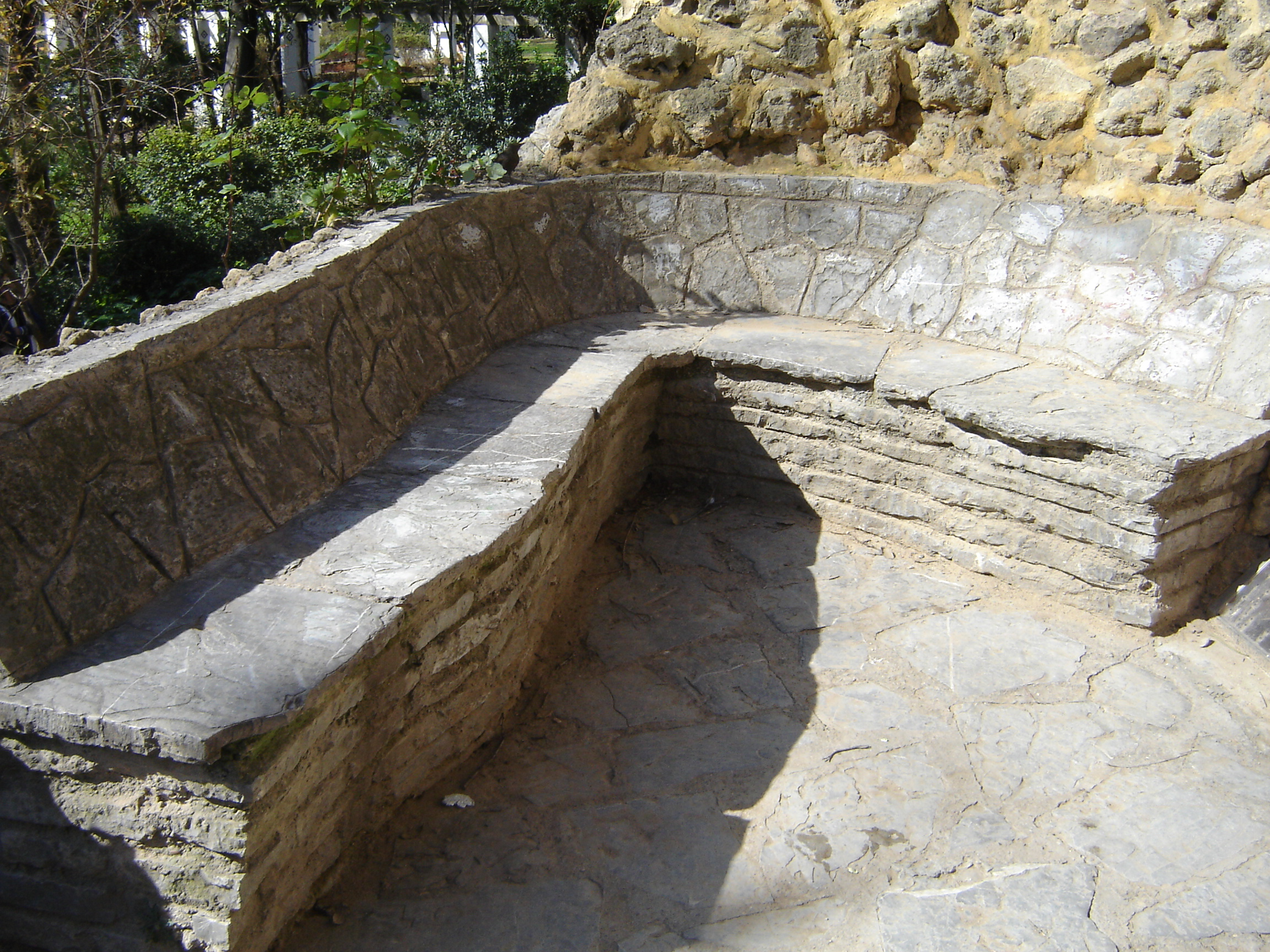
Zona de descanso
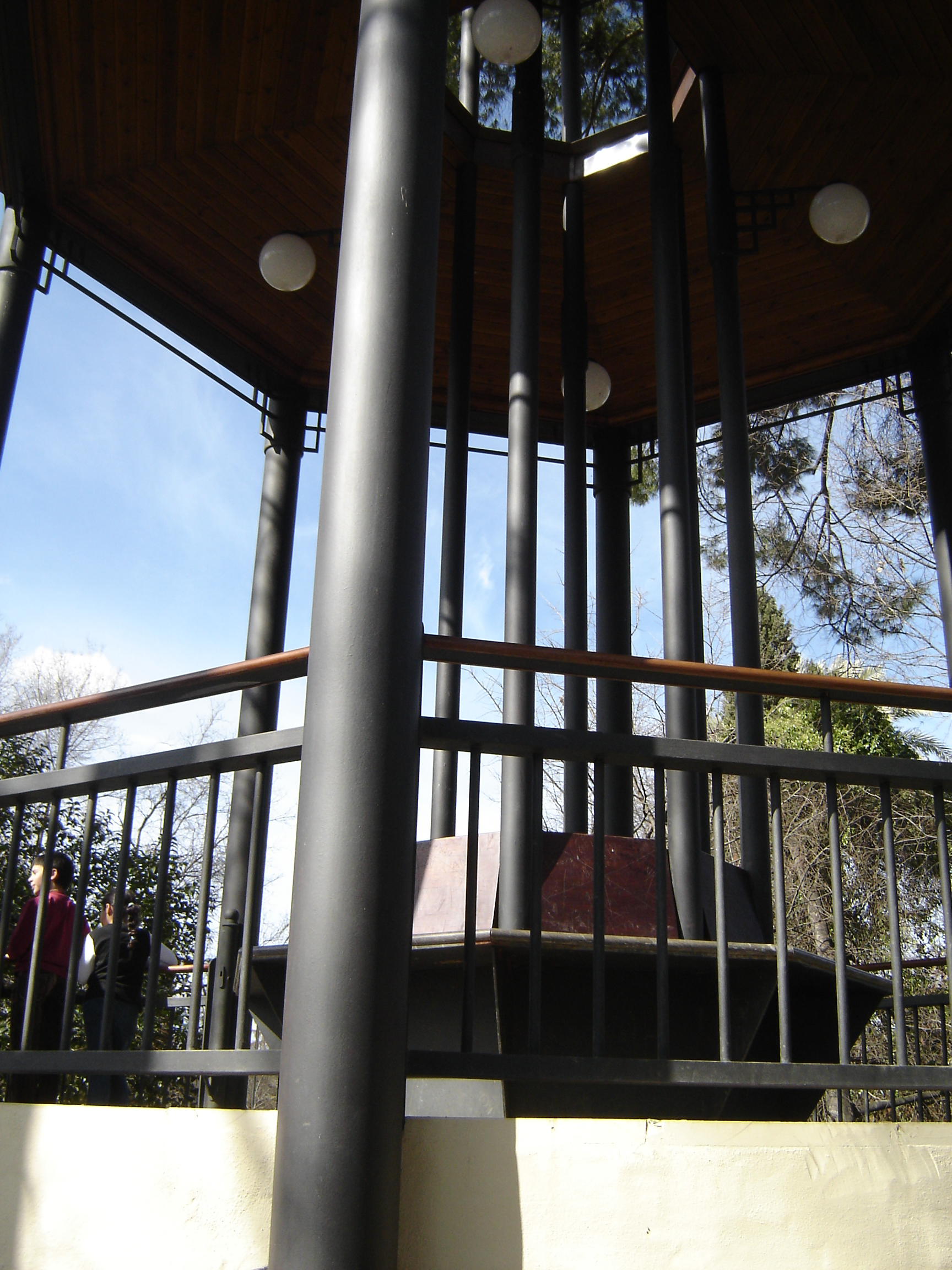
Cúpula del mirador